# Jeseník
Jeseník (in tedesco Freiwaldau, in polacco Jesionik) è una città della Repubblica Ceca facente parte del distretto di Jeseník, nella regione di Olomouc.